# Херсоновка (Оренбургский район)
Херсо́новка — хутор в Оренбургском районе Оренбургской области. Входит в состав Бродецкого сельсовета.

## География
Хутор расположен на расстоянии 39 км к северо-западу от города Оренбург, административного центра области.

### Часовой пояс
Хутор Херсоновка как и вся Оренбургская область, находится в часовой зоне МСК+2. Смещение применяемого времени относительно UTC составляет +5:00.

## Население
| 2002 | 2010 |
| ---- | ---- |
| 12   | ↘0   |